# Wasa (1901)
Wasa, officiellt HM Pansarbåt Wasa, var ett pansarskepp i svenska flottan. Wasa byggdes vid Bergsunds Mekaniska Verkstads AB, Finnboda Varv, Stockholm. Fartyget, som var av Äran-klass, sjösattes den 29 maj 1901 och levererades till flottan den 6 december 1902. Vid andra världskrigets utbrott planerade man att modernisera henne, men då hon ansågs vara alltför sliten för att ha något stridsvärde utrangerades Wasa den 15 mars 1940.

## Utformning

### Skrov
Wasa var byggd i nitat stål och var 89,7 meter lång, 15,2 meter bred samt hade ett djupgående på 5,02 meter. Vattenlinjepansaret var 175 mm tjockt medan pansarskyddet i fronten till huvud- och sekundärartilleriets torn hade en tjocklek på 199 respektive 125 mm. Fartyget var även försett med ett förstärkt pansardäck som skyddades av 25 mm pansarplåt.

### Maskineri
Maskineriet bestod av åtta vattenrörspannor som genererade ånga till två stående trippelexpansionsångmaskiner. Den totala maskinstyrkan uppgick till 5 500 indikerade hästkrafter vid 14,7 kg/cm² ångtryck, vilket gav fartyget en toppfart på 16,77 knop, samt en aktionsradie på 3 000 nautiska mil vid 12 knops fart.
Kolförrådet ombord på Wasa uppgick till totalt 370 ton.

### Bestyckning
Wasas huvudartilleri bestod av två stycken 21,6 cm kanoner m/98B, uppställda i ett förligt och ett akterligt torn. Sekundärbestyckningen utgjordes av sex stycken 15,2 cm kanoner m/98 i varsitt torn med tre pjäser längs varje sida av överbyggnaden. Den övriga bestyckningen bestod av tio 57 mm kanoner m/89B.
Fartygets båda ångslupar var utrustade med varsin 37 mm kanon m/98B.

## Historia
Den 12 oktober 1899 undertecknades kontrakt med Bergsunds Mekaniska Verkstad och man kom överens om att fartyget skulle vara levererat till flottan inom 26 månader. Wasa kölsträcktes på Finnboda varv och sjösattes den 29 maj 1901. Under provturerna samma år uppnådde hon en toppfart på 16,77 knop.  Efter att blivit färdigutrustad togs hon i tjänst av flottan den 6 november 1902.
Efter 1924 rustades fartyget inte mer, men utrangerades inte formellt förrän 1940, då hon byggdes om för att användas som skenmål för fientlig flygspaning. Den 9 november 1960 såldes Wasa till marinverkstäderna i Karlskrona för 182 000 kronor och skrotades där följande år.

## Galleri

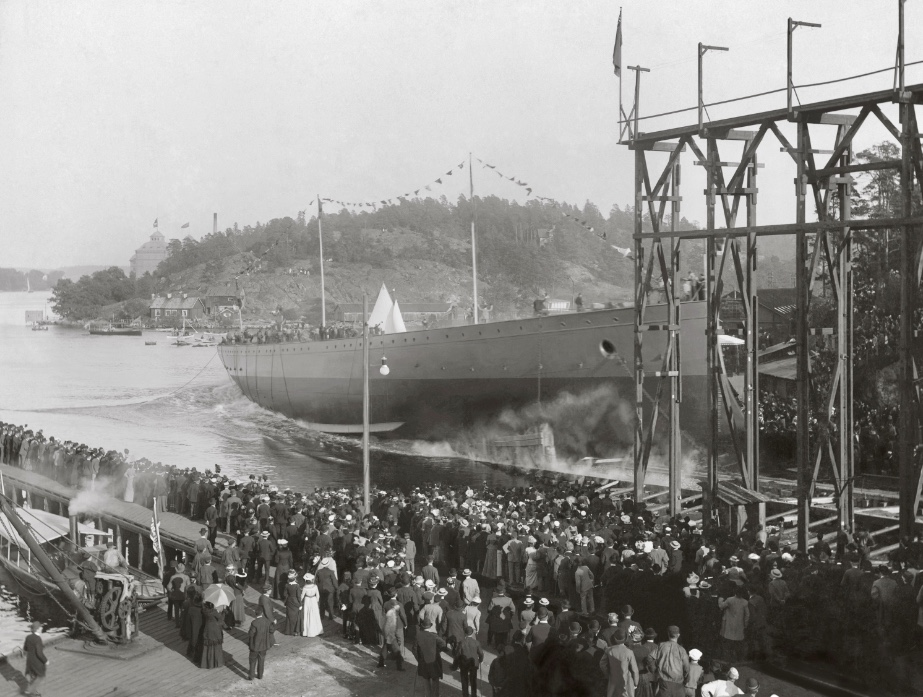
Wasa sjösätts vid Finnboda varv den 29 maj 1901.
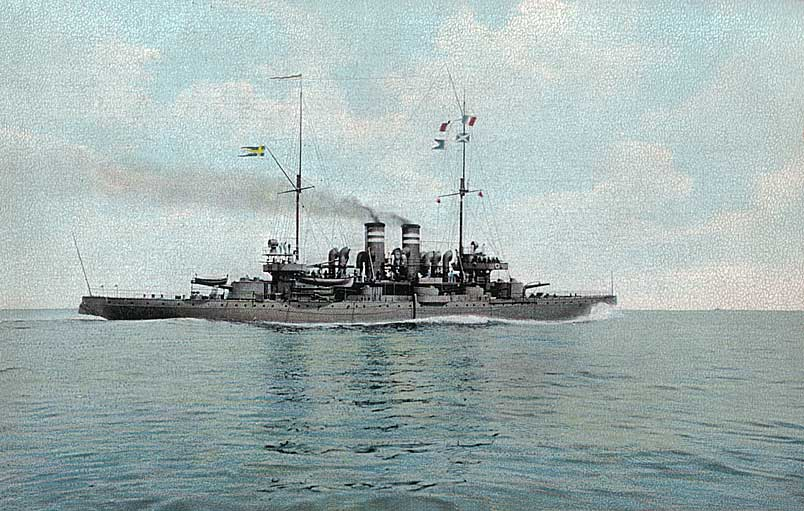
Wasa under forcering, tidigt 1900-tal.
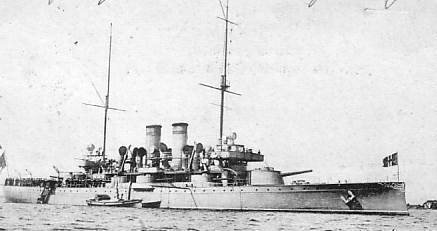
Wasa på Kronoredden i Karlskrona, våren 1903.
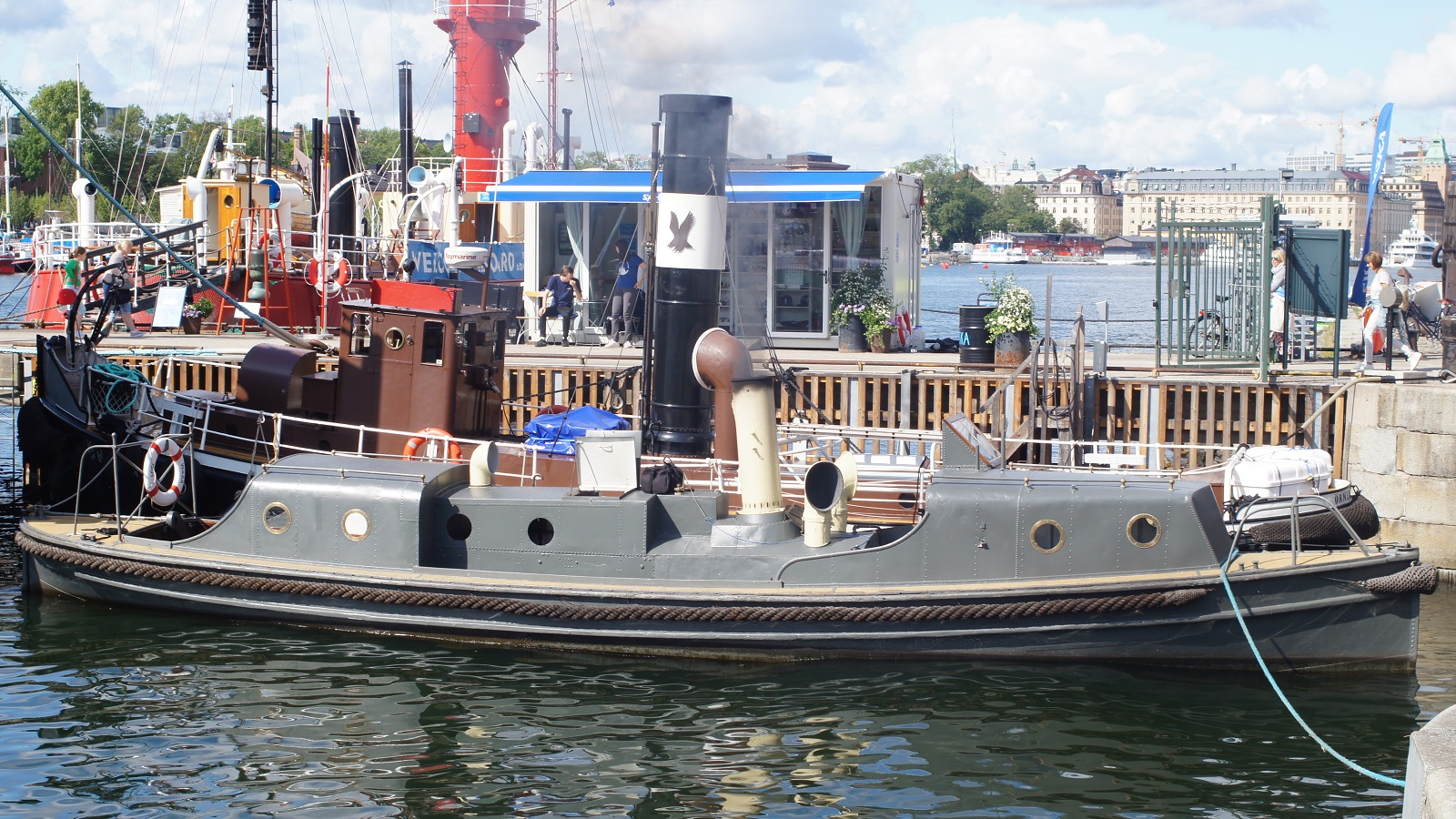
Ångslupen nr 45 i Stockholm 2019.